# Pontogeneia rostrata
Pontogeneia rostrata är en kräftdjursart som beskrevs av Gurjanova 1938. Pontogeneia rostrata ingår i släktet Pontogeneia och familjen Eusiridae. Inga underarter finns listade i Catalogue of Life.